# Bestalling
Bestalling er en tilladelse til at virke indenfor et felt.

Enhver, der udnævnes til embeds- eller befallingssmand, modtager en skriftlig meddelelse herom, enten fra den udnævnende myndighed selv eller fra den underordnede autoritet, der har udvirket udnævnelsen. Ved siden heraf udfærdiges ofte, således for alle kgl. embedsmænd, et såkaldt bestallingsbrev, der har form af et åbent brev og indeholder en af den udnævnende myndighed underskrevet kundgørelse om udnævnelsen. Bestalling tilstilles embedsmanden og skal i påkommende tilfælde tjene ham som legitimation. Oppebørselsbetjentes bestalling bliver tillige tinglæst. Tidligere betaltes for udfærdigelsen et betydeligt bestallings-gebyr, men dette er nu ganske bortfaldet. – I bestallinger for kgl. embedsmænd er altid tilføjet en klausul om embedspligterne: 
| Citat | Thi skal han være os, som sin rette Konge og Herre, tro og lydig, holde Rigets Grundlov og med Troskab og Nidkærhed opfylde de Pligter, som det ham allernådigst betroede Embede paalægger ham. | Citat |
|       | |       |

 Sådanne bestallinger blev tidligere indsendte til fornyelse ved tronskifte, men dette finder siden 1906 ikke længere sted. Bestalling anvendes også ved meddelelse af titel eller rang.